# El Despoblado
El Despoblado är en ort i Mexiko.   Den ligger i kommunen Zacualpan och delstaten Mexiko, i den sydöstra delen av landet, 100 km sydväst om huvudstaden Mexico City. El Despoblado ligger 1 644 meter över havet och antalet invånare är 326.
Terrängen runt El Despoblado är kuperad, och sluttar österut. Runt El Despoblado är det ganska tätbefolkat, med 75 invånare per kvadratkilometer. Närmaste större samhälle är Ixtapan de la Sal, 11,2 km norr om El Despoblado. I omgivningarna runt El Despoblado växer huvudsakligen savannskog.